# Ринхомис
Ринхомис (Rhynchomys) — рід гризунів родини мишових (Muridae). Зустрічаються тільки на острові Лусон на Філіппінах. На вигляд дуже схожі на землерийок і є прикладом конвергентної еволюції. Ринхомиси харчуються м'якотілими безхребетними, що мешкають під опалим листям.

## Характеристика
Рило витягнуте і дуже довге, подібне до мідицевих. Очі маленькі. Голова і тіло — 18,8-21.,5 см, хвіст 10,5-14,6 см, вага до 225 г.

## Екологія
Ці гризуни поширені у гірських лісах. Всі види є ендеміками острова Лусон. Вони активні вночі і харчуються переважно дощовими черв'яками та комахами.

## Види
- Rhynchomys banahao Balete, Rickart, Rosell-Ambal, Jansa, & Heaney, 2007
- Rhynchomys isarogensis Musser and Freeman, 1981
- Rhynchomys labo Rickart et. al., 2019
- Rhynchomys mingan Rickart et. al., 2019
- Rhynchomys soricoides Thomas, 1895
- Rhynchomys tapulao Balete, Rickart, Rosell-Ambal, Jansa, & Heaney, 2007